# Estação Penitents

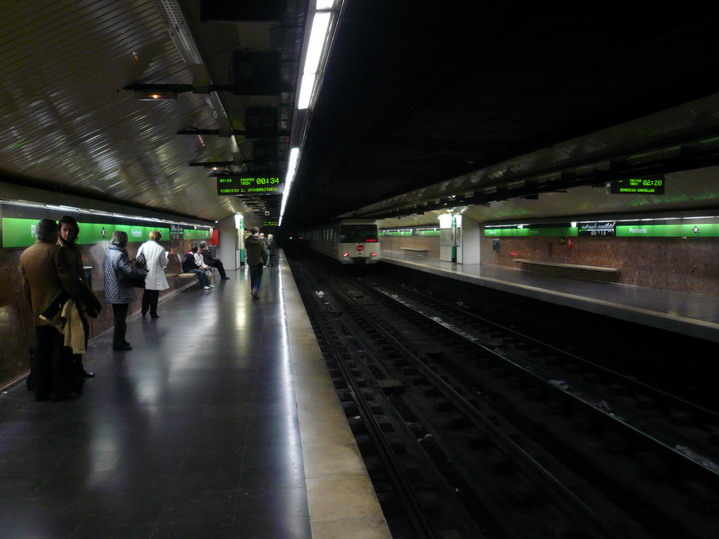
Plataforma de embarque e desembarque.

Penitents é uma estação da linha Linha 3 do Metro de Barcelona.

## História
A estação foi inaugurada em 1985, quando foi inaugurado o trecho da linha L3 entre as estações Lesseps e Montbau.

## Localização
A estação está localizada embaixo da Avinguda de Vallcarca (anteriormente conhecida como Avinguda de l'Hospital Militar), entre a Carrer del Gòlgota, Barcelona e a Carrer d'Anna Piferrer, e pode ser acessada pelas entradas da primeira e da segunda, levando a um salão de venda de passagens. Possui plataformas laterais duplas com 96 metros de comprimento.